# Tetragnatha anguilla
Tetragnatha anguilla là một loài nhện trong họ Tetragnathidae.
Loài này thuộc chi Tetragnatha. Tetragnatha anguilla được miêu tả năm 1877 bởi Thorell.